# Амузги
Амузги (дарг. ГӀямузги) — село Дахадаевского района Дагестана, входит в Урагинский сельсовет.

## География
Село находится на высоте 1557 м над уровнем моря. Ближайшие населённые пункты — Кубачи, Сутбук, Гузбая, Урцаки, Дзилебки, Ураги, Шари, Гульды, Уркутумахи-1, Уркутумахи-2.

## Этимология
По амузгински село называется ГIямудже. Название восходит к словосочетанию «гIяб муда», что значит «три горки, возвышения». Село расположено на трёх горных возвышениях, от которых получило название ГIябмудже, в где звук б исчез в процессе долгого и частого употребления.

## Население
| 1895 | 1926 | 1939 | 1970 | 1989 | 2002 | 2010 |
| ---- | ---- | ---- | ---- | ---- | ---- | ---- |
| 212  | ↘201 | ↗215 | ↘55  | ↘10  | ↘2   | ↘1   |
| 2021 |      |      |      |      |      |      |
| ↘0   |      |      |      |      |      |      |

В 1880-е годы в селении насчитывалось 250 дворов. К 1935 году осталось лишь 40 дворов с 203 жителями. В 1944 году жители были переселены в Чечню (Шурагатский район) после депортации чеченцев и ингушей в Среднюю Азию. После возвращения на родину в 1957 году многие амузгинцы переселились в Дербентский район Дагестана.

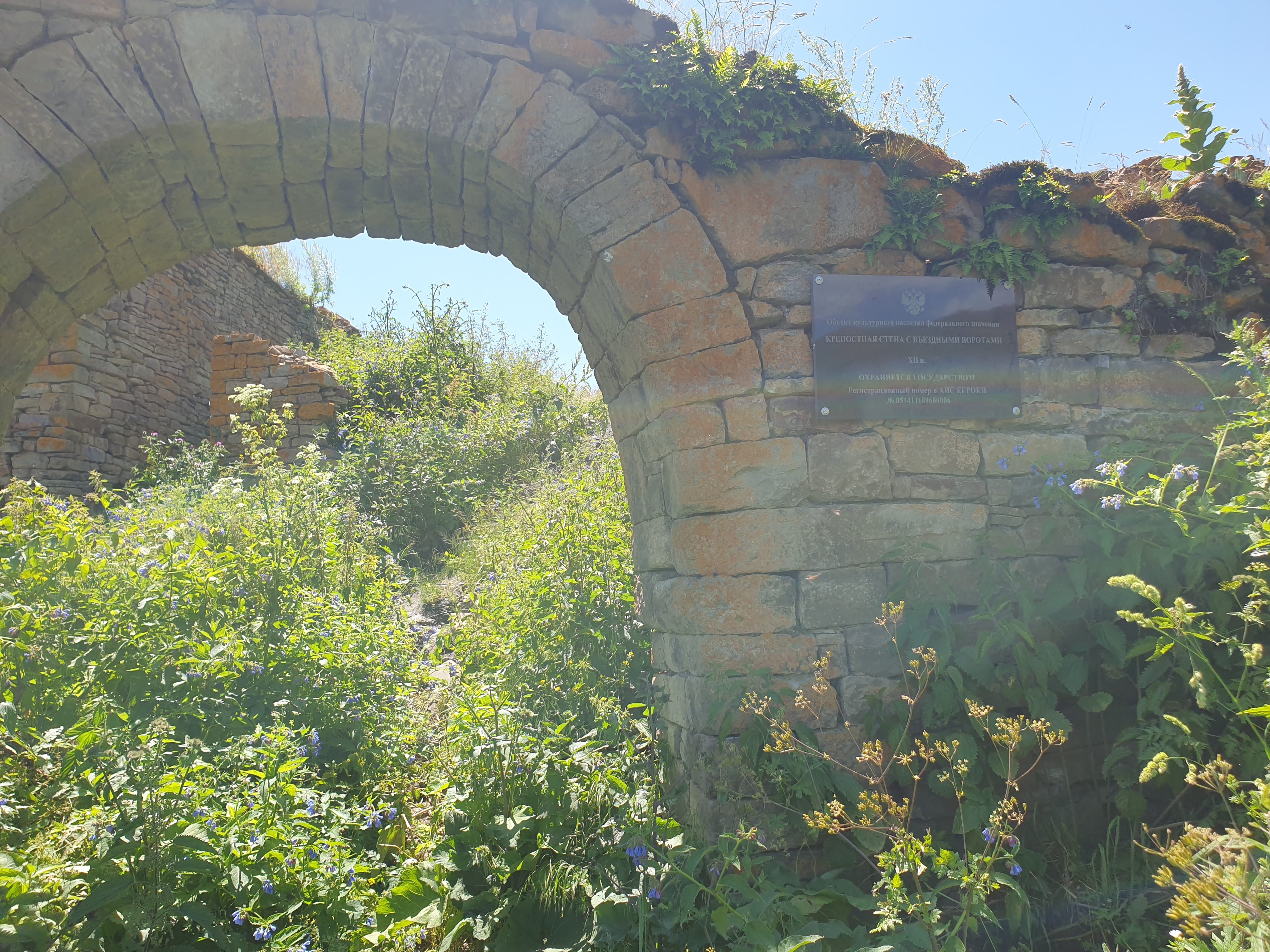
Крепостная стена XII века

Последняя жительница села — Патимат Нугаева — скончалась 15 января 2016 года.

## Народные промыслы
До 1937 года село было центром обработки металла (т. н. Амузгинская сталь) и изготовления оружия.